# Иванин, Михаил Петрович
Михаил Петрович Иванин (8 марта 1925, Алейский район, Алтайская губерния — 15 ноября 2009, Днепродзержинск, Днепропетровская область) — передовик советской чёрной металлургии, Старший оператор новопрокатного цеха Днепровского металлургического завода имени Ф. Э. Дзержинского Днепропетровского совнархоза, город Днепродзержинск, Герой Социалистического Труда (1958).

## Биография
Родился в 1925 году в Алейском районе республики Алтай в крестьянской семье. В 1932 году вся семья переехала в Днепродзержинск. В 1941 году завершил обучение в седьмом классе школы.
В начале Великой Отечественной войны был эвакуирован на Урал. Окончил обучение в ремесленном училище и стал трудиться вальцовщиком в среднелистовом цехе на Магнитогорском металлургическом комбинате.
В 1946 году возвратился в Днепродзержинск и стал работать в новопрокатном цехе на металлургического завода имени Дзержинского. В 1953 году был переведён старшим оператором главного поста. В 1956 году предложил и внедрил одновременный прокат двух слитков, что заметно увеличило производительность труда.
Указом Президиума Верховного Совета СССР от 19 июля 1958 года за достижение высоких показателей в производстве Михаилу Петровичу Иванину присвоено звание Героя Социалистического Труда с вручением ордена Ленина и медали «Серп и Молот».
Продолжал свою трудовую деятельность на заводе. В 1967 году был направлен в Болгарию для передачи опыта в металлургической промышленности. В 1969 году вернулся из длительной командировки с Болгарской национальной наградой.
Проживал в городе Днепропетровске. Умер 15 ноября 2009 года.

## Награды
- Медаль «Серп и Молот» (19.07.1958);
- орден Ленина (19.07.1958);
- Орден Знак Почёта (22.03.1966);
- Народный орден Труда;
- Медаль «За трудовую доблесть» (26.12.1952);
- Медаль «За трудовое отличие» (06.02.1951);
- Лауреат государственной премии Украинской ССР;
- Заслуженный металлург Украинской ССР;
- другие медали.